# Frederik Nørgaard Hald
Frederik Nørgaard Hald (født 26. februar 1999) er en dansk fodboldspiller, målmand for Odder IGF